# Joe Willock
Joseph George "Joe" Willock, född 20 augusti 1999 i Waltham Forest i London, är en engelsk fotbollsspelare som spelar som mittfältare i Premier League-klubben Newcastle United. Han har tidigare representerat Arsenal.

## Karriär
Willock spelade från unga år för Arsenal sedan unga år, där han gjorde professionell debut 20 september 2017 som inhoppare i en Ligacup-match mot Doncaster Rovers.
Han debuterade i Premier League mot Newcastle 15 april 2018, och gjorde sitt första mål för seniorlaget 29 november samma år, i en Europa League-seger mot Vorskia Poltava . Första målet I engelskt sammanhang kom 5 januari 2019 i en FA-cup-match mot Blackpool där han gjorde de båda första målen en 3–0 seger på bortaplan.
Inför säsongen 2018/2019 flyttades han upp från akademilaget till Arsenals förstauppställning och fick tröjnummer 28.
Våren 2021 lånades Willock ut till Premier League-rivalen Newcastle United. Redan i första matchen presenterade sig Willock genom att göra första målet i 3–2-segern mot Southampton på St. James Park i Newcastle. På sina 14 matcher under våren gjorde han totalt åtta mål, och avslutade säsongen med mål i sju raka matcher – något som i Newcastles historia tidigare bara åstadkommits av legendaren Alan Shearer.
I augusti 2021 meddelade Newcastle att Willock skrivit på ett sexårskontrakt med klubben.

## Personligt
Willock har – liksom bröderna Chris och Matt – rötter i det karibiska territoriet Montserrat. Alla tre var på planen i en reservlagsmatch mot Manchester United i maj  2017.

## Meriter

### Klubblag
Arsenal
- FA-cupen:  Vinnare 2019/2020
- FA Community Shield:   Vinnare 2017, 2020
- Uefa Europa League:  Finalist 2018/2019

 Newcastle
- Ligacupen:  Vinnare 2024/2025

### Individuellt
- Månadens spelare i Premier League, maj 2021[10]